# Coazzano
Coazzano è una frazione del comune di Vernate in provincia di Milano, posta a nord del centro abitato, verso Rosate.
Al censimento del 21 ottobre 2001 contava 241 abitanti.

## Geografia fisica
Il centro abitato è sito a 104 metri sul livello del mare.

## Storia
Fu un antico comune del Milanese.
Fin dal Cinquecento Coazzano fu sede di parrocchia. In base al censimento voluto nel 1771 dall'imperatrice Maria Teresa, Coazzano contava 362 anime. Alla proclamazione del Regno d'Italia nel 1805 risultava avere 384 abitanti. Nel 1809 fu soppresso con regio decreto di Napoleone ed annesso a Rosate. Il Comune di Coazzano fu quindi ripristinato con il ritorno degli austriaci, venendo però spostato in Provincia di Pavia. Nel 1859 il paese, riportato sotto Milano, risultava salito a 490 abitanti. Un regio decreto di Vittorio Emanuele II del 9 giugno 1870 sciolse nuovamente il comune annettendolo stavolta a Vernate, paese con cui non vi era tuttavia alcun legame storico.

## Monumenti e luoghi d’interesse

### Architetture religiose
La Chiesa di Santa Maria Nascente è sede di una parrocchia pluri-centenaria. 